# Entrada a un puerto neerlandés
La entrada a un puerto neerlandés es una pintura de mediados del siglo XVII del artista neerlandés Willem van de Velde el Joven. Realizado en óleo sobre lienzo, la pintura representa un puerto bullicioso en los Países Bajos. La obra es indicativa del poder mercantil histórico de los Países Bajos durante el siglo XVII. La entrada a un puerto neerlandés está en la colección del Museo Metropolitano de Arte de Nueva York.

## Descripción
La entrada representa un puerto ajetreado en los Países Bajos a mediados del siglo XVII. La obra está llena de detalles que habrían sido bien conocidos por Van de Velde (él mismo hijo de un famoso dibujante), como un rompeolas de madera y múltiples tipos de barcos. Para el público espectador, la pintura evoca pensamientos de un día soleado y despejado en el puerto con barcos que han llegado sanos y salvos a casa.